# بتینا هوی
بتینا هوی (آلمانی: Bettina Hoy؛ زادهٔ ۷ نوامبر ۱۹۶۲) سوارکار زن اهل آلمان بود.